# پناهگاه مال قائد
پناهگاه مال قائد مربوط به دوره ایلخانی - دوره ایلخانی است و در شهرستان گناوه، روستای مال قائد واقع شده و این اثر در تاریخ ۷ مهر ۱۳۸۱ با شمارهٔ ثبت ۶۵۱۲ به‌عنوان یکی از آثار ملی ایران به ثبت رسیده‌است.